# Abadla
Abadla (em árabe: ﺑﻨﻰ ﻳﺨﻠﻒ) é uma cidade e comuna que fica na Argélia na região de Bechar.

## Ligações Externas
- http://www.maplandia.com/algeria/bechar/abadla/